# Hyposoter praecaedator
Hyposoter praecaedator är en stekelart som beskrevs av Aubert 1963. Hyposoter praecaedator ingår i släktet Hyposoter och familjen brokparasitsteklar. Inga underarter finns listade i Catalogue of Life.